# Љиљана Бурсаћ
Љиљана Бурсаћ (рођена 1946) је српска сликарка и оснивач и председник Артфорума.

## Биографија
Рођена је 1946. године у Крагујевцу. Завршила је Ликовну академију у Бечу. Усавршавала се и студијски боравила у Сједињеним Америчким Државама, Немачкој и Француској. Члан је Удружења ликовних уметника Србије. Први пут је самостално излагала у галерији Дома омладине Београда 1971, излагала је и у Београду 1971. и 1974, Будви и Котору 1971. и Новом Саду 1974. Њена тридесета самостална изложба је била у галерији Al Assad National Librari у Дамаску 2004. године. Учествовала је на преко триста групних изложби у земљи и иностранству међу којима су Бијенале младих у Ријеци 1971, изложбе у Октобарском салону 1971. и 1972, изложба УЛУС-а 1972, Светска изложба младих, југословенска изложба и изложба чланова Gveenne Galery у Њујорку 1973, изложба међународног пленера у Фромборку 1974, изложбе чланица УЛУС-а у Крагујевцу 1975. и 1977, Тријенале југословенског цртежа у Сомбору 1975. и Мајска изложба у Новом Београду 1971—1975. Извела је перформанс „Мост Светлости” на мосту у Косовској Митровици 1999—2000. Добитница је сребрне медаље Premio Nazionale R. Giorgi и награде Placeta San Benedeto Po у Мантови 1976, награде Ex Tempore у Пирани 1990, повеље Удружења књижевника за пројекат и перформанс „Мост Светлости” 2002. и Унесковог покровитељства за ауторске пројекте, концепцију и реализацију програма Артфорум од 2004 године. Њена дела се налазе у угледним музејско–галеријским установама и приватним збиркама широм некадашње Југославије и света.